# Firat Arslan
Firat Arslan (ur. 28 września 1970 we Friedbergu) – niemiecki bokser pochodzenia tureckiego, były zawodowy mistrz świata organizacji WBA w kategorii junior ciężkiej (do 200 funtów).

## Kariera zawodowa
Pierwszy zawodowy pojedynek stoczył w styczniu 1997. Po wygraniu pierwszych 13 walk poniósł dwie porażki  na punkty z Collice Mutizwą i Rudigerem Mayem. W sierpniu 2003 zremisował z niepokonanym Wadimem Tokariewem. Arslan doznał pęknięcia górnej szczęki w czwartej i dolnej szczęki w ostatniej, dwunastej rundzie. W następnym pojedynku, cztery miesiące później, doznał trzeciej porażki (z Czechem Lubosem Sudą).
28 października 2006 w pojedynku eliminacyjnym WBA wygrał przez techniczny nokaut w piątej rundzie z Rosjaninem Grigorijem Drozdem i został oficjalnym pretendentem do walki o pas mistrzowski tej organizacji. 16 czerwca 2007 wywalczył tytuł tymczasowego mistrza świata WBA, pokonując niejednogłośną decyzją na punkty kolejnego Rosjanina, Walerego Brudowa. 24 listopada pokonał jednogłośną decyzją na punkty Virgila Hilla, odbierając mu pas mistrzowski i stał się ostatecznie regularnym mistrzem świata organizacji WBA.
W pierwszej obronie mistrzowskiego pasa, 3 maja 2008, Arslan pokonał zdecydowanie na punkty Amerykanina Darnella Wilsona. 27 września tego samego roku stracił swój tytuł, przegrywając przez techniczny nokaut w dziesiątej rundzie z pięściarzem z Panamy, Guillermo Jonesem. Arslan nie był liczony, a walka została przerwana przez sędziego z powodu bardzo mocnych rozcięć skóry na twarzy Niemca. 15 lipca 2011 wywalczył pas IBF International pokonując przez techniczny nokaut w piątej rundzie Lubosa Sudę skutecznie rewanżując się za porażkę sprzed ośmiu lat
3 listopada 2012, Arslan zmierzył się z Marco Huckiem, a stawką tego pojedynku był tytuł mistrza świata organizacji WBO w wadze junior ciężkiej, należący do Hucka. Mimo iż Arslan posiadał zdecydowaną przewagę i dominował w ringu, przegrał jednogłośnie na punkty. Decyzja ta została przyjęta przez publiczność gwizdami.
16 sierpnia 2014 w Erfurcie, reprezentant Niemiec zmierzył się z mistrzem świata federacji IBF Yoanem Pablo Hernandezem. Przegrał niejednogłośnie na punkty. Sędziowie punktowali 113:115, 115:113 i 116:113 dla Kubańczyka.
6 marca 2021 w Goppingen znokautował w trzeciej rundzie 43 letniego Wenezuelczyka Gusmyra Perdomo (26-10, 17 KO).